# Liste der Stolpersteine in Aventoft
Die Liste der Stolpersteine in Aventoft enthält alle Stolpersteine, die im Rahmen des gleichnamigen Kunst-Projekts von Gunter Demnig in Aventoft verlegt wurden. Mit ihnen soll der Opfer des Nationalsozialismus gedacht werden.

## Verlegte Stolpersteine
| Adresse             | Verlege- datum | Person, Inschrift | Bild | Anmerkung |
| ------------------- | -------------- | --- | ---- | --------- |
| Aventoft, Nambüll 5 | 30. Juli 2009  | Hier wohnte Bertha Andersen Jg. 1879 verhaftet 6.5.1943 ‘Heimtücke’ Gefängnis Kiel Marstallgefängnis Lübeck überlebt |      |           |

## Umstände
Bertha Andersen wurde im Alter von etwa 64 Jahren inhaftiert und aufgrund „heimtückischer Äußerungen“ etwa ein Jahr festgehalten. Sie überlebte den Krieg.